# Fuettererita
La fuettererita és un mineral de la classe dels sulfats. Rep el nom en honor d'Otto Fuetterer (nascut cap al 1880, Alemanya; mort cap al 1970, EUA), el principal responsable del desenvolupament de les reclamacions mineres al mont Otto, la localitat tipus.

## Característiques
La fuettererita és una oxisal de fórmula química Pb₃Cu²⁺₆Te⁶⁺O₆(OH)₇Cl₅. Va ser aprovada com a espècie vàlida per l'Associació Mineralògica Internacional l'any 2012, sent publicada per primera vegada el 2013. Cristal·litza en el sistema trigonal. La seva duresa a l'escala de Mohs es troba entre 2 i 3.
Les mostres que van servir per a determinar l'espècie, el que es coneix com a material tipus, es troben conservades a les col·leccions mineralògiques del Museu d'Història Natural del Comtat de Los Angeles, a Los Angeles (Califòrnia) amb els números de catàleg: 63588 i 63589.

## Formació i jaciments
Va ser descoberta als Estats Units, concretament al mont Otto, situat a la localitat de Baker, dins el districte miner de Silver Lake (comtat de San Bernardino, Califòrnia), on es troba en vugs en quars, originada per l’oxidació parcial de minerals sulfurs i tel·lururs primaris durant/després de la bretxa de les venes de quars. Aquest mont estatunidenc és l'únic indret de tot el planeta on ha estat descrita aquesta espècie mineral.